# SONIC THE HEDGEHOG VOCAL TRAXX/SEVERAL WILLS
『SONIC THE HEDGEHOG VOCAL TRAXX/SEVERAL WILLS』（ソニック・ザ・ヘッジホッグ・ヴォーカル・トラックス/セヴラル・ウィルズ）は、2007年1月10日に発売された、PS3とXbox 360用ゲームソフト「SONIC THE HEDGEHOG」（以降、新ソニ）に使用されている様々なテーマソングが収録されたアルバム。

## 内容
- 表題曲は新ソニのメインテーマソングにもなっている"His World"。
- ボーカルはZebraheadのアリ・タバタビィとマッティ・ルイス。

## 収録曲
-ORIGINAL TRAXX-
1. His World
（作詞：Ali Tabatabaee & Johnny Gioeli　作曲・編曲：大谷智哉　歌：Ali Tabatabaee & Matty Lewis from Zebrahead）
メインテーマ & ソニックのテーマソング
2. Dreams of an Absolution
（作詞：Lee Brotherton　作曲：南波真理子　編曲：大谷智哉　歌：Lee Brotherton (Remix Factory)）
シルバーのテーマソング
3. All Hail Shadow (Crush 40 Version)
（作詞・作曲：MAGNA-FI　編曲：瀬上純　歌：Crush 40)
シャドウのテーマソング
4. My Destiny
（作詞：Candie Y　作曲：南波真理子　編曲：江口貴勅　歌：Donna De Lory）
エリスのテーマソング

-ADDITIONAL TRAXX-
1. His World (Zebrahead Version)
（作詞：Ali Tabatabaee、Matty Lewis & Johnny Gioeli　作曲：大谷智哉　編曲・歌：Zebrahead）
2. Dreams of an Absolution (LB & JS Remix)
（作曲：南波真理子　作詞・編曲：Lee Brotherton　歌：Lee Brotherton (Remix Factory) & Jun Senoue）
3. His World (Crush 40 Version)
（作詞：Johnny Gioeli　作曲：大谷智哉　編曲：瀬上純　歌：Crush 40）

## ラインナップ
ヴォーカル
Ali Tabatabaee (Track 1 , 5)

Matty Lewis (Track 1 , 5)

Lee Brotherton from Remix Factory (Track 2 , 6)

Johnny Gioeli (Track 3 , 7)

Donna De Lory (Track 4)
ギター
森竹忠太郎 (Track 1 , 2)

瀬上純 (Track 3 , 6 , 7)

榊原長紀 (Track 4)

Greg Bergdorf (Track 5)
ベース
種子田健 (Track 1 , 3 , 4 , 7)

Ben Osmundson (Track 5)

ドラムス
河村徹 (Track 1 , 3 , 7)

江口信夫 (Track 4)

Ed Udhus (Track 5)
ストリングス
篠崎正嗣ストリングス (Track 1)

桑野聖ストリングス (Track 4)
ピアノ
倉田信雄 (Track 4)